# فولفغانغ نيومان
فولفغانغ نيومان (بالألمانية: Wolfgang Neumann)‏ هو مغني ومغني أوبرا ألماني، ولد في 20 يونيو 1945 في Waiern ‏ في النمسا.